# Balanerpeton
Balanerpeton is een geslacht van uitgestorven temnospondyle Batrachomorpha (basale 'amfibieën') uit het Viséen van het Vroeg-Carboon. Het bereikte een lengte van ongeveer vijftig centimeter. 
De typesoort is Balanerpeton woodi. De geslachtsnaam is een combinatie van het Grieks balaneion, 'heet bad', en herpeton, 'kruipend dier'. De soortaanduiding eert de ontdekker Stanley Wood. Het holotype is GLAHM V2051 (eerder SPW 2272).
Balanerpeton is de vroegste en meest voorkomende tetrapode in de East Kirkton-kalksteen van de East Kirkton Quarry-verzameling van landbewonende 'amfibieën' in Schotland. Tientallen specimina zijn aan de soort toegewezen. Kenmerken van Balanerpeton woodi zijn onder meer de aanwezigheid van grote externe neusgaten, grote interpterygoïde vensters (gaten in de achterkant van het verhemelte) en een oor met een trommelvlies en staafvormige stijgbeugels.
Talrijke studies en onderzoeken met betrekking tot ontogenie in uitgestorven taxa hebben dit taxon tot onderwerp. De morfologie van de stijgbeugel suggereert dat het dier hoogfrequent geluid kon horen. Balanerpeton woodi heeft geen laterale lijnsulci of verbeende branchialia in de kieuwen. De belangrijkste ademhalingsmethode was waarschijnlijk buccaal (lucht door de mond slikken) in plaats van via de ribben (borstvolume vergroten om lucht in te nemen), gezien de kleine rechte ribben.